# Radio Havanna
Radio Havanna est un groupe de punk rock allemand, originaire de Suhl. Les membres du groupe vivent depuis à Berlin.

## Biographie
Radio Havanna existe depuis 2002. Auparavant, les quatre membres partageaient des expériences musicales, influencées par des groupes tels que The Offspring, Green Day, NOFX, Social Distortion ou Pennywise. En 2002, Fichte rejoint le groupe au chant. Inspiré par un morceau de Rancid, Fichte, Arni, Olli et Anfy donnent à leur groupe le nom de Radio Havanna.
Après un CD démo auto-produit, Hossings bruder, le groupe sort son premier album, Aus der Traum? au label Fatsound Records en 2005. L'album est produit par Ronny Keil, à Erfurt. De nombreux concerts suivent, notamment deux tournées prolongées en Allemagne et en Autriche. Avec un successeur, Generation X (2007), le groupe poursuit son parcours musical. Le deuxième album est également produit par Ronny Keil et publié sur Fatsound Records. La même année, le groupe entier quitte son domicile de Suhl/Thuringe pour se délocaliser à Berlin. 
Au printemps 2010, l'album Lauter zweifel est enregistré et produit aux Daily Hero Studios Berlin par Florian Nowak. Également produit par Florian Nowak leur quatrième album studio, publié en mai 2012, intitulé Alerta. Il est suivi par l'album Uncle M, au label Münster. La première chanson, Flüstern, rufen, schreien, comprend un duo bilingue avec Justin Sane, leader d'Anti-Flag.
En 2018 sort l'album Utopia, qui atteint la 54e place des charts allemands. Cette même année, le groupe participe au festival Highfield 2018.

## Discographie

### Albums studio
- 2005 : Aus der traum?
- 2007 : Generation X
- 2010 : Lauter zweifel
- 2012 : Alerta
- 2015 : Unsere stadt brennt
- 2018 : Utopia

### Singles
- 2004 : Punkchartbusters Vol. 5 (sampler)
- 2010 : Knowledge feat. Jim Lindberg, The Black Pacific, The Riverboat Gamblers
- 2010 : Stimme in dir
- 2013 : The Struggle